# ميرتل جورج
ميرتل جورج (بالفرنسية: Myrtille Georges)‏ مواليد 21 ديسمبر 1990 في المانش، فرنسا، هي لاعبة كرة مضرب فرنسية تلعب باليد اليمنى وتحتل حالياً المرتبة رقم. 234 (8 فبراير 2016) في تصنيف رابطة محترفات كرة المضرب. أعلى تصنيف لها في الفردي كان المركز الـ 228 في سنة 2015. أعلى تصنيف لها في الزوجي كان المركز الـ 290 في سنة 2010.

## روابط خارجية
- ميرتل جورج على موقع رابطة محترفات التنس (الإنجليزية)
- ميرتل جورج على موقع الاتحاد الدولي لكرة المضرب (الإنجليزية)
- ميرتل جورج على موقع خلاصة التنس.كوم (الإنجليزية)
- ميرتل جورج على موقع إي إس بي إن.كوم (الإنجليزية)